# 240364 Kozmutza
240364 Kozmutza este o planetă minoră (asteroid) din centura de asteroizi. A fost descoperită pe 20 septembrie 2003 la Piszkéstetői Obszervatórium⁠(d) de Krisztián Sárneczky⁠(d). 
Obiectul prezintă o orbită caracterizată de o semiaxă mare de 2,447759829824 UAi, o excentricitate de 0,16, o înclinație de 2 ° în raport cu ecliptica.